# Avslutad seans
Avslutad seans (ursprungligen presenterad som Slutad Séance) är en målning från 1884 av den svenske målaren Richard Bergh. Den målades under Bergs tid i Paris och presenterar en scen efter en konstnärs modells sittning för konstnären, som under hennes påklädning spelar fiol i bakgrunden.

## Motiv och stil
Målningen föreställer en kvinnlig modell som klär på sig i en ateljé, medan konstnären underhåller med fiolmusik. På det stora arbetsbordet, som upptar en stor del av målningen, syns modellens nyligen uppknäppta korsett, liksom penslar och en flaska med terpentin alternativt linolja. Modellen själv vänder bort från betraktaren, i riktning mot fiolspelaren.
I bakgrunden hängre en solfjäder på väggen, liksom en paljett. Mot väggarna står flera målardukar lutade. I övrigt är rummet sparsamt möblerat, och det är tydligt presenterat som just en konstnärsateljé.
Målningen har en återhållen färgskala, med enstaka färgaccenter. Det infallande dagsljuset är naturtroget och kännetecknas av svalka, och en stillsam stämning frammanas.

### Tolkning
På bordet, bredvid den på bordet sittande modellen, ligger en uppknäppt korsett. Detta kan ses som ett sätt att objektifiera och sexualisera modellen. Även solfjädern bidrar till en femininisering av situationen.
Japanska accessoarer samt en lättklädd kvinnlig modell i ateljémiljö kan också skapa en koppling till ett bohemiskt liv, fritt från det borgerliga livets sociala konventioner och begränsningar. Fiolspelandet förstärker denna känsla.

## Historia

### Bakgrund
Bergh studerade i Paris och var påverkad av den samtida realistiska trenden i Frankrike. Målningen skapades också under hans tid i Paris. I målningen syns även en viss influens från japanska träsnitt och japansk konst i stort, i en tid då detta intresse upptog delar av den europeiska nya konsten.

### Mottagande
Avslutad seans premiärvisades på Parissalongen 1884 (vårsalongen), där den mottogs väl. Ett par recensenter noterade dock 1885 att målningen inte verkar uttrycka något, med en liknöjd modell, tråkig konstnär samt "dunkel[t] och trist" tavla.
1885 visades verket även på den svenska konstutställningen Från Seinens strand. Dess trendiga stil gjorde starkt intryck på svenska konstkritiker, som också blev överraskade av den halvnakna modellen och Berghs avbildning av dagsljus. Motivet sågs som modernt och djärvt, och kompositionen uppskattades av kritikerna. Målningens monumentala storlek – den är 2 meter bred och 1,4 meter hög – tar enligt en recensent 1885 ifrån målningen dess poetiska karaktär. Samma år publicerades en avbildning i svart/vitt av målningen i Svea folk-kalender för 1885.

## Proveniens
Målningen finns på Malmö konstmuseum som köpte den 1931.